# Siesta

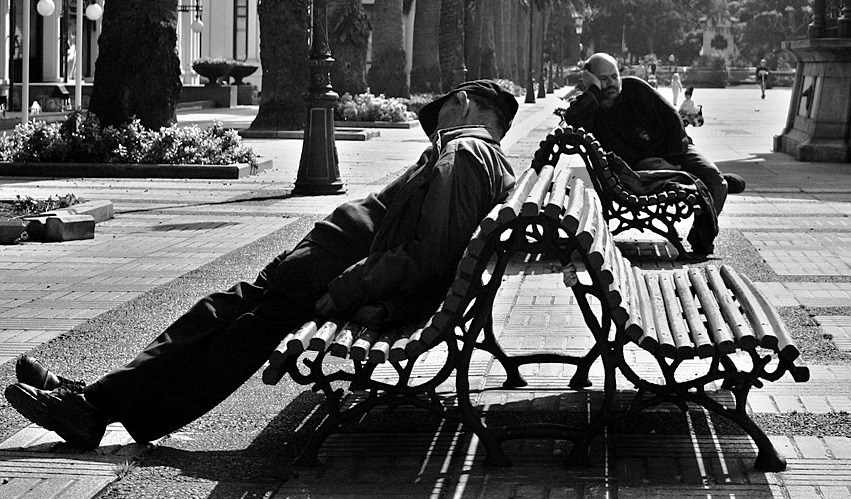
Muži spí během dne ve městě A Coruña ve španělské Galicii

Siesta je krátký spánek v časném odpoledni, často po poledním jídle. Taková doba spánku je běžnou tradicí v některých zemích, zejména v těch, kde je teplé počasí. „Siesta“ se může označovat samotné zdřímnutí, nebo více obecně období dne, obvykle mezi 14. a 17. hodinou. Toto období se využívá ke spánku, ale i k odpočinku, polednímu jídlu nebo jiným aktivitám.
Slovo siesta pochází ze španělštiny, je odvozeno z latinského hora sexta (šestá hodina, rozumí se šestá hodina dne čili poledne) a v podstatě znamená pauzu uprostřed dne.
Siesta je tradiční denní spánek v jižních krajích, ve Středomoří, ve Španělsku, a díky španělskému vlivu i v mnoha zemích Latinské Ameriky. Siesta je běžná v oblastech s vysokými denními teplotami, zejména tam, kde lidé vydatně obědvají (zejména v létě). Odpolední spánek je častým zvykem v Albánii, Bangladéši, Bosně a Hercegovině, Číně, Chorvatsku, na Kypru, Řecku, Indii, Íránu, Itálii (hlavně jižní), Severní Makedonii, na Maltě, na Černé Hoře a v zemích Severní Afriky, v Pákistánu, na Filipínách, v Srbsku, Slovinsku, Tchaj-wanu a Vietnamu.
Původní koncept siesty umožňoval odpočinek během přestávky na oběd a poskytoval příležitost strávit čas s přáteli a rodinou. Historie siesty sahá v různých zemích do dávné minulosti. Zemědělci se snažili trávit poledne ve stínu, obědvat s rodinou a pracovat raději za večerního chládku. Obyčej siesty se ovšem dostával do konfliktu se stanovenou pracovní dobou v továrnách i v jiných zaměstnáních. Když se ve velkých městech tisíce a statisíce zaměstnaných lidí vydávaly v poledne k domovu, vznikaly velké dopravní zácpy. Po španělské občanské válce, když chudoba donutila mnoho Španělů pracovat na více pracovních místech s nepravidelnou pracovní dobu, lidé využívali siestu k přesunu na jiné pracoviště nebo odkládali oběd na pozdější odpolední hodiny.
Siesta sice výrazně snižuje riziko kardiovaskulárních chorob a je i jinak ze zdravotního hlediska prospěšná, přesto od 20. století zejména ve městech mizí. Ve Středomoří i jinde však musí turisté počítat s tím, že památky, muzea nebo kostely bývají přes poledne zavřené.